# 데이비드 베이커 (화학자)
데이비드 베이커(영어: David Baker, 1962년 10월 6일~)는 미국의 생화학자이다. 캘리포니아 대학교 버클리와 캘리포니아 대학교 샌프란시스코에서 수학했으며 데미스 허사비스와 존 점퍼와 함께 2024년 노벨 화학상을 수상했다.